# Tołmaczowo
Tołmaczowo (ros. Толмачёво) – osiedle typu miejskiego w Rosji, w obwodzie leningradzkim.
Znajduje się tu stacja kolejowa Tołmaczowo, położona na linii dawnej Kolei Warszawsko-Petersburskiej.

## Demografia
W 2010 roku liczyło 3232 mieszkańców. W 2021 roku liczyło 2740 mieszkańców.